# جواو الثالث ملك البرتغال
جون الثالث (البرتغالية: João III النطق البرتغالية: [ʒuˈɐ̃w̃] ؛ 7 يونيو 1502 - 11 يونيو 1557) كان ملك البرتغال من 13 ديسمبر 1521 إلى 11 يونيو 1557. هو كان الابن الملك مانويل الأول وماريا أراغون ، ابنة الثالثة من الملك فرديناند الثاني من أراغون والملكة إيزابيلا الأولى من قشتالة . جون خلف والده في عام 1521، في سن التاسعة عشرة.
خلال فترة حكمه، تم تمديد ممتلكات البرتغالية في آسيا والعالم الجديد من خلال الاستعمار البرتغالي من البرازيل . سياسة جون الثالث من البرتغال تعزيز قواعد في الهند (مثل غوا) تأمين البرتغال الاحتكار على تجارة التوابل من القرنفل وجوزة الطيب من جزر الملوك ، ونتيجة لذلك جون الثالث كان يطلق عليه «الملك البقال». عشية وفاته سنة 1557، والإمبراطورية البرتغالية امتدت تقريبا 1000000000 فدان (حوالي 4 مليون كيلومتر مربع).
خلال فترة حكمه، أصبح البرتغاليون أول الأوروبيين أجراواء اتصالات مع كل من الصين، تحت سلالة مينغ ، واليابان، خلال فترة موروماتشي . تخلى عن المسلمين في الأراضي في شمال أفريقيا لصالح التجارة مع الهند والاستثمار في البرازيل. في أوروبا، وقال انه تحسن العلاقات مع منطقة بحر البلطيق وراينلاند ، على أمل أن هذا من شأنه أن يعزز التجارة البرتغالي.
كان جون من أعظم ملوك البرتغال، تزوج في 10 فبراير 1525 بنت خالته خوانا المجنونة وفيليب الوسيم من النمسا كاثرين من النمسا وبعد أن اختير له في عامه العشرين أن يتزوج من إليانور من النمسا الشقيقة الكبرى لكاثرين وكارلوس الخامس وله خالة أخرى وهي كاثرين أراغون زوجة الملك الإنجليزي الأولى هنري الثامن ووالدة ماري الأولى.
توفى عام 1557 وخلفه حفيده سبستيان الأول الذي توفى 1578 وبعده أخو الذي لم يتوقع أن يصبح الملك الكاردينال هنري وهو أخر حكام أسرة أفيز وأصبح البرتغال بعد أخو الذي توفى عام 1580 تحت سيطرة إسبانيا مكونة  الأتحاد الأيبيري  تحت حكم ابن كارلوس الخامس فيليب الثاني تحت اسم فيليب الأول واستمر الوضع حتى 1640 بعد أن طردوا الأسبان تحت قيادة جون الرابع ملك البرتغال.

## الذرية
- الأمير أفونسو (24 فبراير 1526 - مارس 1526) أمير البرتغال (1526).
- الأميرة ماريا مانويلا (15 أكتوبر 1527 - 12 أغسطس 1545) أميرة البرتغال (1527–1531). أميرة أستورياس بزواجها من فيليب الثاني ملك إسبانيا ،ثم «أمير أستورياس». انجباأنها دون كارلوس، أمير النمسا (1545 - 1568) ، ماتت بعده بأيام .
- انفانتا إيزابيلا (28 أبريل 1529 - 28 أبريل 1529)
- انفانتا بياتريس (بياتريس) (15 فبراير 1530 - 15 فبراير 1530 )
- الأمير مانويل 1 نوفمبر 1531 - 14 أبريل 1537 ، أمير البرتغال (1531–1537). الوريث المعلن في 1535.
- الأمير فيليب (فيليب) (25 مارس 1533 - 29 أبريل 1539) ، أمير البرتغال (1537–1539). الوريث المعلن في 1537.
- إنفانتي دينيس (دينيس) (6 أبريل 1535 - 1 يناير 1537)
- أمير جواو(3 يونيو 1537 - 2 يناير 1554)أمير البرتغال (1537–1554)، الوريث المعلن في 1539. متزوج من جوان من إسبانيا. وأصبح ابنهما الملك سيباستيان الأول (1554-1578) .
- إنفانتي أنطونيو (أنطوني) (9 مارس 1539 - 20 يناير 1540).

## روابط خارجية
- جواو الثالث ملك البرتغال على موقع الموسوعة البريطانية (الإنجليزية)
- جواو الثالث ملك البرتغال على موقع إن إن دي بي (الإنجليزية)